# Yantai
Yantai (kinesisk skrift: 烟台; pinyin: Yāntái, også kendt som Yentai og Chefoo) er en by på præfekturniveau i provinsen Shandong ved Kinas kyst til Bo Hai-strædet, som adskiller Bohaihavet fra det Gule Hav. Præfekturet har et areal på 13.739.9 km2 , og en befolkning på 6.516.900 mennesker (2008).
Byen er den største fiskerihavn på den nordøstlige del af Shandonghalvøen, og et vigtigt økonomisk center. 

## Byens navn
Byens gamle vestlige navn Chefoo bygger egentlig på en misforståelse, fordi Chefoo egentlig er en lille ø Zhifu (moderne transkription) i Bohaihavet som ble regeret fra Yantai på fastlandet. 
Men også navnet Yantai har noget med denne ø at gøre, for under Ming-dynastiet blev der bygget et fyr på Zhifu. Yantai betyder varselstårn.

## Administrative enheder
Yantai består af fire bydistrikter, et amt og syv byamter:
- Distriktet Zhifu (芝罘区), 174 km², ca. 640.000 indbyggere (2001);
- Distriktet Fushan (福山区), 706 km², ca. 340.000 indbyggere (2001);
- Distriktet Laishan (莱山区), 258 km², ca. 160.000 indbyggere (2001);
- Distriktet Muping (牟平区), 1.589 km², ca. 480.000 indbyggere (2001);
- Fylket Changdao (长岛县), 56 km², ca. 50.000 indbyggere (2001);
- Byfylket Qixia (栖霞市), 2.016 km², ca. 660.000 indbyggere (2001);
- Byfylket Haiyang (海阳市), 1.881,6 km², ca. 690.000 indbyggere (2001);
- Byfylket Longkou (龙口市), 893 km², ca. 620.000 indbyggere (2001);
- Byfylket Laiyang (莱阳市), 1.732 km², ca. 890.000 indbyggere (2001);
- Byfylket Laizhou (莱州市), 1.878 km², ca. 870.000 indbyggere (2001);
- Byfylket Penglai (蓬莱市), 1.129 km², ca. 480.000 indbyggere (2001);
- Byfylket Zhaoyuan (招远市), 1.433 km², ca. 580.000 indbyggere (2001).

## Trafik
Både Kinas rigsvej 204 (G204) og 206 (G206) begynder i Yantai.
G204 løber til Shanghai, gennem provinserne Shandong og Jiangsu. G206 løber gennem Shandong, Jiangsu, Anhui, Jiangxi og til slut Guangdong.

## Historie
Regionen var oprindelig befolket af en folkegruppe kaldt dongyi, «de østlige Yi» (som ikke var hankinesere). Det antages at de i Xia-epoken tidlig i det andet årtusind f.Kr. havde etableret et selvstændigt kongedømme i området omkring hvor den moderne by Laizhou nu ligger. Den udviklede sig til feudalstaten Lai på de stridende staters tid, og blev så annekteret af staten Qi. Under Qin-dynastiet tilhørte Yantai præfekturet Qi (kaldt Donglai-præfekturet på Han-dynastiets tid). På Jin-rigets tid (265-420) blev Donglai et kongedømme, men gik senere tilbage til præfekturstatus (først jùn, derefter zhōu). Senere blev byen til subpræfekturet Laizhou (under Qing-dynastiet subpræfekturet Dengzhou).
I juli 1858 undertegnede det kinesiske kejserrige Tianjintraktaten, og Dengzhou forandrede navn en sidste gang. Yantai åbnede sin havn for handel i maj 1861, men blev ikke designeret som international handelshavn før noget senere samme år, den 22. august. Dette dekret blev ledsaget af konstruktionen av Donghaipasset. 17 nationer, deriblandt Storbritannien, etablerede ambassader i Yantai. Chefoo-konventionen blev undertegnet der i 1876.
I 1894 var byen blevet sæde for en katolsk apostolisk præst med ansvar for katolsk mission i det som blev kaldt det apostoliske vikariat Øst-Shandong (fra 1924 kaldt det ap. vikariat Chefoo). Den 11. april 1946 blev det opgraderet til bispedømme ved navn Yentai. Den kinesiske franciskanerpræst Alphonsus Zong Huaimo O.F.M. (1904-1975/1978) blev biskop der i 1951. Efter at alle udenlandske biskopper blev udvist af kommunistregimet i 1953, blev den katolske kirke udsat for et stærkt pres for at indordne sig som en kommunistiskstyret statskirke løsrevet fra Pavestolen. I 1957 blev biskop Zong en af de første ti såkaldte "patriotiske" biskopper i denne nye kirkelige struktur. 
Den 12. november 1911 erklærede den østlige gren af Tongmeng Hui sig som del af den revolutionære bevægelse. Næste dag etablerde den Shandongs militærregering, og den påfølgende dag gav den sig selv det nye navn Yantaiafdelingen af Shandongs militærregering. I 1914 blev Jiaodong-kredsen organiseret med Yantai som hovedstad. Jiaodongkredsen forandrede i 1925 navn til Donghaikredsen. Den 19. januar 1938 deltog Yantai som del af en antijapansk revolutionær komité.
Etter oprettelsen af Folkerepublikken Kina blev Yantai i 1950 givet bystatus og de nærliggende byer Laiyang og Wendeng blev tillagt den som "specialregioner". Wendeng blev indlemmet i Laiyang seks år senere, og denne større Laiyang specialregion blev derefter slået sammen med Yantai. Den nye enhed blev designeret som Yantairegionen. I november 1983 fik regionen status som på by på præfekturniveau.

## Myndigheder
Den lokale leder i Kinas kommunistiske parti er Zhang Shuping. Borgmester er Chen Fei, pr. 2021.
37°24′N 121°16′Ø / 37.400°N 121.267°Ø